# Akçay (Edremit)
Pour les articles homonymes, voir Akçay.
Akçay est une ville du district d'Edremit dans la province de Balıkesir.

## Géographie
Akçay est dans le golfe d'Edremit en face de l'île grecque de Lesbos. Une liaison par des ferrys rapides permet de rejoindre Mytilène en 75 minutes. C'est une station balnéaire réputée.